# Cyanothemis simpsoni
Cyanothemis simpsoni – gatunek ważki z rodziny ważkowatych (Libellulidae); jedyny przedstawiciel rodzaju Cyanothemis. Występuje w Afryce Subsaharyjskiej – od Sierra Leone i Gwinei po dorzecze Konga.